# Newsweek Champions Cup and the State Farm Evert Cup 1997
Newsweek Champions Cup and the State Farm Evert Cup 1997 - тенісні турніри, що проходили на відкритих кортах з твердим покриттям. Належали, відповідно до серії Mercedes Super 9 в рамках Туру ATP 1997, а також до серії Tier I в рамках Туру WTA 1997. І чоловічий і жіночий турніри відбулись у Grand Champions Resort в Індіан-Веллс (США) з 7 до 16 березня 1997 року.

## Переможниці та фіналістки

### Одиночний розряд, чоловіки
Майкл Чанг —  Богдан Уліграх 4–6, 6–3, 6–4, 6–3
- Для Чанга це був 2-й титул за сезон і 28-й - за кар'єру. Він утретє переміг на цьому турнірі після 1992 і 1996 років.

### Одиночний розряд, жінки
Ліндсі Девенпорт —  Іріна Спирля 6–2, 6–1
- Для Девенпорт це був 3-й титул за сезон і 21-й — за кар'єру.

### Парний розряд, чоловіки
Марк Ноулз /  Деніел Нестор —  Марк Філіппуссіс /  Патрік Рафтер 7–6, 4–6, 7–5
- Для Ноулза це був 1-й титул за рік і 10-й - за кар'єру. Для Нестора це був 1-й титул за рік і 7-й - за кар'єру.

### Парний розряд, жінки
Ліндсі Девенпорт /  Наташа Звєрєва —  Ліза Реймонд /  Наталі Тозья 7–5, 6–2
- Для Девенпорт це був 4-й титул за сезон і 22-й - за кар'єру. Для Звєрєвої це був 3-й титул за сезон і 65-й — за кар'єру.